# Achalkalaki

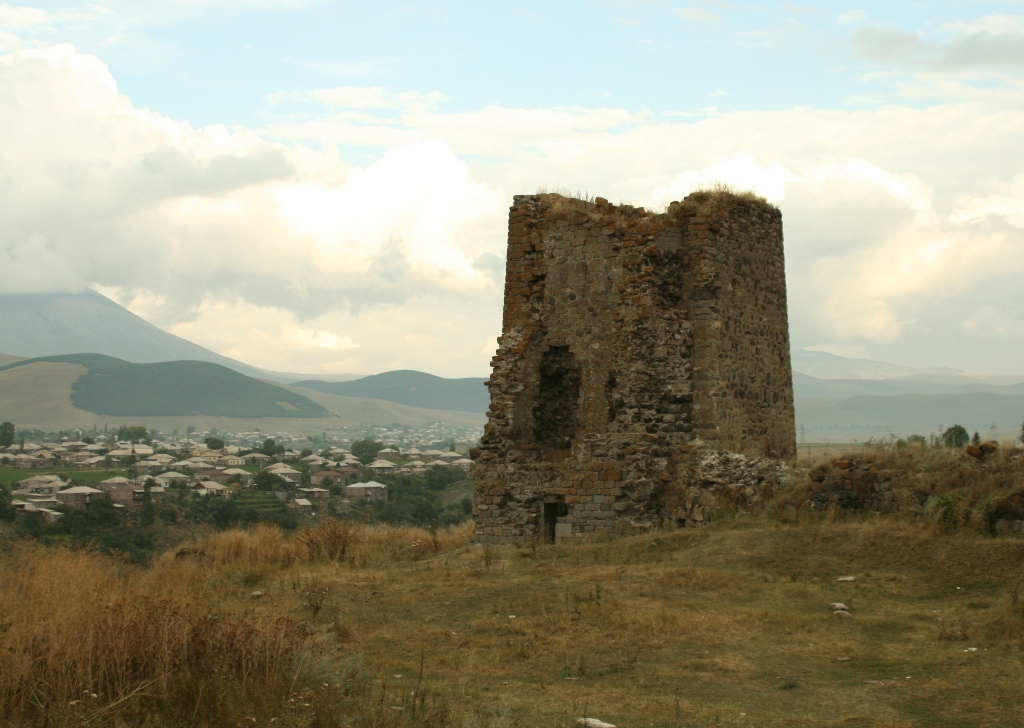
Osmanische Festungsruine

Achalkalaki (georgisch ახალქალაქი ‚Neustadt‘; armenisch Ախալքալաք Achalgalag; russisch Ахалкалаки) ist eine Stadt in Georgien.

## Geografie
Die Stadt liegt 30 Kilometer von der türkischen Grenze entfernt im Süden der Verwaltungsregion Samzche-Dschawachetien am Rande des Dschawacheti-Plateaus.
Sie hat 8.295 Einwohner (Stand 2014). Die Zahl der Einwohner ist seit der Unabhängigkeit Georgiens gesunken. 1989 lebten noch 15.192 Menschen in der Stadt. Bis 2002 wanderten 5.390 Einwohner aus Achalkalaki ab. Vor allem junge Männer zogen nach Russland oder Armenien. 90 % der Einwohner gehören zur armenischen Volksgruppe. Sie sind bilingual, sprechen hauptsächlich russisch und umgangssprachliches Armenisch.

## Geschichte
Achalkalaki wurde in der ersten Hälfte 11. Jahrhunderts durch die georgischen Könige Bagrat III. und Bagrat IV. an einer strategisch günstigen Stelle als Festungsstadt errichtet. Der Name Achalkalaki bedeutet im Georgischen in etwa Neustadt.
1064 drangen die Seldschuken unter Sultan Alp Arslan über Armenien in Georgien ein und belagerten Achalkalaki. Da die Festungsanlagen der Stadt noch nicht ganz fertiggestellt waren, war eine Verteidigung aussichtslos, weshalb die Stadt am dritten Tag von den Seldschuken eingenommen wurde. Laut dem Chronisten Matthias von Edessa wurde dabei die gesamte Bevölkerung ermordet.
1637 wurde die Stadt von den Türken erobert und dem Osmanischen Reich einverleibt. Die Einwohner wurden islamisiert. Aus der türkischen Zeit stammen auch die heutige Zitadelle, die Moschee und Karawanserei.
Im 8. Russischen Türkenkrieg wurde die Stadt am 16. Juli 1828 von russischen Truppen unter dem Kommando General Iwan Fjodorowitsch Paskewitschs eingenommen und dem russischen Gouvernement Tiflis eingegliedert. Die bei der Eroberung zerstörte Stadt wurde unmittelbar südöstlich der alten Festungsmauern im Schachbrettmuster neu errichtet und mit Armeniern aus dem osmanischen Vilayet Erzurum besiedelt.
Im Friedensvertrag von Brest-Litowsk trat Sowjetrussland Achalkalaki vorübergehend an das Osmanische Reich ab. Nach Abschluss des Vertrags von Kars zwischen Sowjetrussland und der Türkei wurde die Stadt 1921 der Georgischen SSR zugeschlagen. 1944 ließ Stalin sämtliche ca. 20.000 Mescheten aus der Region Samzche-Dschawachetien nach Zentralasien deportieren.
Bis 1991 lag die Stadt im sogenannten Grenzgebiet. Besucher von außerhalb benötigten eine Sondergenehmigung, um sie besuchen zu können. Es gab um diese Zeit lokale armenische Nationalbewegungen, die eine territoriale Autonomie forderten. Armenische Kampfeinheiten der Region beteiligten sich am Bergkarabachkonflikt.
In Achalkalaki war die 62. Militärbasis der Gruppe der Russischen Streitkräfte in Transkaukasien mit 30.000 Soldaten stationiert. Sie wurde zum 1. Oktober 2007 geschlossen, Soldaten und Waffen aus Georgien abgezogen. Bereits 2006 waren viele Fahrzeuge und Waffen aus der Basis entfernt worden.

## Wirtschaft
In den Basaren Achalkalakis wird neben georgischen Lari auch armenische und russische Währung angenommen.

## Verkehr

### Eisenbahn
Die Bahnstrecke Tiflis–Achalkalaki wurde zwischen 1982 und 1986 in drei Abschnitten eröffnet. Sie zweigt in Marabda von der Bahnstrecke Tiflis–Jerewan ab und endete im Bahnhof Achalkalaki Samsg. Dieser war im Sommer 2017 nicht mehr in Betrieb. Die Gleise waren im Bereich der Baustelle des Spurwechselbahnhofs unterbrochen und die elektrischen Oberleitung unbenutzbar.
Der neue Bahnhof Achalkalaki liegt 8 km südlich der Stadt in freiem Gelände in der Nähe des Dorfes Kulalisi. Er ist der georgische Grenz- und Spurwechselbahnhof für die Eisenbahnverbindung Kars–Achalkalaki–Tiflis. Dazu wurde nicht nur der neue Bahnhof errichtet, sondern auch die Bahnstrecke nach Tiflis saniert. Sie dient allerdings überwiegend dem Güterverkehr. Im Personenverkehr soll hier nur der internationale Fernzug Baku–Türkei der Aserbaidschanischen Eisenbahn halten. Neue Schlafwagen der Firma Stadler Rail wurden 2019 für einen Dienst Istanbul/Ankara – Tiflis – Baku nach Baku überführt. Die Einführung dieses Personenverkehrs wurde auf unbestimmte Zeit verschoben. Sicherheits- und Stromversorgungsbedenken sowie die Nichteinhaltung von EU-Sicherheitsrichtlinien, die im georgischen EU-Assoziierungsvertrag vorgeschrieben sind, schränken die Linie ein, um aus dem sogenannten Testmodus herauszukommen.

### Straße
Von Tiflis aus kann Achalkalaki auf der Straße entweder nördlich über die Straßenverbindung Gori–Bordschomi–Achalziche erreicht werden, oder südlich über Ninotsminda–Tsalka zu einem großen Teil entlang der Bahnstrecke.

## Söhne und Töchter der Stadt
- Ruben Ter-Minasjan (1882–1951), armenischer Politiker
- Benjamin Bagdasarjanz (1893–1984), russisch-schweizerischer Kulturtechniker
- Wagharschak Harutjunjan (* 1956), armenischer Generalleutnant, Verteidigungsminister, Botschafter
- Benur Paschajan (1959–2019), sowjetischer Ringer und armenischer Sportfunktionär
- Otar Eranossian (* 1993), georgischer Boxer